# Вахарловский, Всеволод Николаевич
Всеволод Николаевич Вахарловский (1858—1939) — русский военачальник, генерал-лейтенант.

## Биография
Родился 21 ноября 1858 года в православной семье.
Образование получил во 2-й Санкт-Петербургской военной гимназии. В военную службу вступил 12 августа 1875 года. В 1878 году окончил Михайловское артиллерийское училище, откуда был выпущен подпоручиком в 3-ю артиллерийскую бригаду. Чин поручика получил в этом же году. Затем в 1883 году окончил Михайловскую артиллерийскую академию Чин штабс-капитана получил в 1883 году, капитана — в 1892 году. С 21 августа 1894 года — командир батальона Константиновского артиллерийского училища. Подполковник — с 1895 года, полковник — с 1900 года. Командир Финляндского артиллерийского полка служил с 1 июля 1904 года. Затем, с 1906 по 1912 годы, Вахарловский был начальником Михайловского артиллерийского училища, где получил чин генерал-майора в 1907 году. Генерал-лейтенант — с 1911 года.
С 28 сентября 1912 года Вахарловский — начальник артиллерии Туркестанского военного округа, затем — инспектор артиллерии 1-го Туркестанского армейского корпуса (до декабря 1915 года). Некоторое время принимал участие в боевых действиях Первой мировой войны, был награждён Георгиевским оружием. В 1915—1916 годах — инспектор артиллерии Московского военного округа, в 1916—1917 годах — вновь инспектор артиллерии 1-го Туркестанского армейского корпуса и инспектор артиллерии 5-й армии, после чего был зачислен в резерв чинов при штабе Двинского военного округа.
После Октябрьской революции служил в РККА. Затем вышел на пенсию. Умер в Москве 19 июня 1939 года. Урна с прахом захоронена на Донском кладбище (колумбарий 13, секция 31).

## Награды
- Награждён орденами Св. Анны 2-й степени (1896); Св. Владимира 3-й степени (1901); Св. Станислава 1-й степени (1909); Св. Анны 1-й степени (1915); Белого Орла с мечами (1915); Св. Владимира 2-й степени с мечами (1915); мечи к ордену Св. Станислава 1-й степени (1916).
- Также был награждён Георгиевским оружием (1915).